# Lappspira
Lappspira (Pedicularis lapponica) är en växtart i familjen snyltrotsväxter.  
Den har blommor som är sneda, eller osymmetriska, genom att underläppen bildar ett från den högra till den vänstra sidan sluttande plan, så att blommans höger- och vänsterhalva inte är likformiga. Genom underläppens sneda läge måste i allmänhet de besökande insekterna (mest humlor) stå i sned ställning, lutande åt höger, så att de kan sticka in huvudet i överläppen, eftersom den är hoptryckt från sidan och öppningen är endast en smal, lodrät springa. 
Den har stark rosendoft. Blomkronan visar ovanligt stark asymmetri genom underläppens snedhet. Dessutom är överläppen förlängd till en näbb, varur pistillens märke hänger ned mot den besökande humlan när hon med sin pollenbeströdda rygg slår sig ned på underläppen. 
I Sverige finns lappspira i fjälltrakterna från Dalarna norrut, samt i Norge från 60° ända till Nordkap och i nordligaste Finland. Den växer på torr eller svagt fuktig fjällhed både i björkbältet och i den trädlösa regionen, längst norrut även i skogstrakter.  Utanför Skandinavien finns lappspira i Ryssland, Sibirien och nordligaste Amerika. Den finns inte i södra Europa. 

## Etymologi
Lappspirans artepitet, lapponica, syftar på Lappland, i betydelsen "lappländsk". Andra äldre namn som föreslagits för lappspiran är Lapp-staf, lapplandsspira och ljusgul spira.